# Шолохово (Антроповский район)
Шолохово — деревня в Антроповском муниципальном районе Костромской области. Входит в состав Котельниковского сельского поселения

## География
Находится в центральной части Костромской области на расстоянии приблизительно 32 км на юг-юго-запад по прямой от посёлка Антропово, административного центра района.

## История
В XIX — начале XX века деревня входила в состав Макарьевского уезда Костромской губернии. В 1872 году здесь было учтено 2 двора, в 1907 году —1.

## Население
Постоянное население составляло 23 человека (1872 год), 8 (1897), 2 (1907), 4 в 2002 году (русские 100 %), 2 в 2022.